# Пирс, Александр
Алекса́ндр Пирс (англ. Alexander Pearce; 1790, графство Монахан, Ирландия — 19 июля 1824, Хобарт, Земля Ван-Димена (ныне Тасмания), Австралия) — ирландский преступник, приговорённый за кражу к семи годам исправительных работ на территории Земли Ван-Димена (нынешней Тасмании). На Земле Ван-Димена он совершил два побега из колонии Маккуори-Харбор (англ. Macquarie Harbour Penal Station), расположенной на острове Сара в заливе Маккуори. Во время скитаний по диким местам Пирс, чтобы не умереть от голода, убивал других заключённых, бежавших вместе с ним, и занимался каннибализмом. После того как он был пойман во второй раз, он был приговорён к повешению и казнён в Хобарте 19 июля 1824 года.
Александр Пирс был одним из самых знаменитых преступников Австралии. Его история стала широко известной не только в Австралии: о ней или по её мотивам было написано несколько книг и снято несколько фильмов. Документальные свидетельства его преступлений собраны в записях священника Роберта Нопвуда (Robert Knopwood, 1763—1838), который изложил историю Пирса с его слов в 1824 году, а также в подробном репортаже о заседании Верховного суда Земли Ван-Димена (Supreme Court of Van Diemen’s Land), опубликованном в газете «Hobart Town Gazette and Van Diemen’s Land Advertiser» 25 июня 1824 года.

## Биография
Александр Пирс родился в 1790 году в графстве Монахан в Ирландии; иногда в качестве места его рождения упоминается город Клонс (англ. Clones, ирл. Cluain Eois), входящий в это графство. В 1819 году за кражу шести пар обуви он был приговорён к семи годам ссылки.
Пирс был доставлен на Землю Ван-Димена, как тогда называлась Тасмания, в феврале 1821 года. Там сразу проявился его мятежный характер: за полтора года, прошедшие с февраля 1821 года по август 1822 года, он два раза сбега́л, был четыре раза порот плетьми (за воровство, пьянство и плохое поведение), а за кражу тележки был приговорён к шести месяцам работы закованным в цепи. После побега в марте 1822 года его смогли поймать только через три месяца. В результате терпение судей Хобарта иссякло и Пирс был сослан в недавно, в 1821 году, образованную колонию Маккуори-Харбор (англ. Macquarie Harbour Penal Station), расположенную в диких местах на западе Земли Ван-Димена — на небольшом острове Сара в заливе Маккуори.
Основным занятием заключённых была заготовка древесины — главным образом местной сосны, которая была ценным материалом для изготовления кораблей. Для этой работы отбывающих наказание перевозили с острова Сара на восточный берег залива Маккуори, что и было использовано Александром Пирсом и ещё семью заключёнными для побега 20 сентября 1822 года. Обезоружив надсмотрщика, они двинулись на восток и углубились в густые дождевые леса в том районе, который в настоящее время составляет часть дикой природы Тасмании и который даже опытные путешественники считают труднопроходимым.
Через восемь дней чувство голода стало невыносимым, и беглецы пришли к идее каннибализма — они убили и съели Александра Долтона (Alexander Dalton), которого, по признанию Пирса, все ненавидели за то, что он добровольно принимал участие в порках. На следующий день двое беглецов — Эдвард Браун (Edward Brown) и Уильям Кеннерли (William Kennerly), опасаясь, что они могут стать следующими жертвами, решили вернуться в колонию на остров Сара. Они добрались до берега залива Маккуори, но вскоре после этого умерли от истощения.
Оставшиеся пять человек продолжили свой путь на восток, ведомые Робертом Гринхиллом (Robert Greenhill), который был моряком и умел ориентироваться по солнцу и звёздам. Путешествие продолжалось пять недель, и за это время были зарублены топором и съедены ещё двое ослабевших беглецов — Томас Боденхам (Thomas Bodenham) и Джон Мэзер (John Mather). В результате остались только трое — Гринхилл, Пирс и Мэттью Трэверс (Matthew Travers), друг Гринхилла. В такой ситуации, казалось, судьба Пирса была предрешена, но его спасло то, что Трэверса укусила в ногу ядовитая тигровая змея. Гринхилл и Пирс попеременно несли Трэверса в течение восьми дней, но на его ноге началась гангрена, и в конце концов Трэверс сам попросил спутников убить его. Они зарубили его во сне и утолили голод его мясом.
Тем не менее, поскольку Пирс и Гринхилл ещё не достигли населённых мест, было ясно, что один из них может стать жертвой другого. Каждый из них боялся заснуть, опасаясь, что будет убит своим спутником. Такое бодрствование продолжалось в течение восьми дней, и первым не выдержал Гринхилл. Как только он заснул, Пирс убил его ударом топора.
Через некоторое время Пирсу удалось добраться до населённых мест в районе реки Деруэнт, где он познакомился с пастухом, тоже из заключённых, и продолжал вольную жизнь в течение нескольких месяцев, занимаясь воровством на фермах и крадя овец — до тех пор, пока его снова не поймали. Интересно, что, когда Пирс рассказал местному судье историю о побеге из колонии Маккуори-Харбор и последующем каннибализме, тот ему не поверил, полагая, что Пирс выдумал эту историю, чтобы выгородить своих спутников, которые всё ещё могли находиться в бегах.
Закованный в цепи, Пирс был снова доставлен в колонию Маккуори-Харбор на острове Сара. 16 ноября 1823 года (по другим данным — 13 ноября) ему удалось снова сбежать с работ на восточном побережье залива Маккуори, на этот раз с одним молодым спутником — Томасом Коксом (Thomas Cox), который упросил Пирса взять его с собой. На этот раз они направились к северному берегу залива Маккуори. Когда Пирса поймали через несколько дней после побега недалеко от устья реки Кинг, у него в карманах нашли человеческое мясо, хотя при этом он имел с собой достаточно другой еды. Пирс рассказал, что убил Томаса Кокса в ярости, когда при переправе через реку узнал, что его спутник не умеет плавать. Расчленённое тело Кокса было найдено на месте, указанном Пирсом; при этом голова находилась в стороне, а с тела были срезаны мясные части.
Суд над Александром Пирсом состоялся в Хобарте в холодный зимний день 20 июня 1824 года. За совершённые преступления Пирс был приговорён к смертной казни через повешение, а после казни его тело должно было быть отдано хирургам для расчленения. Подробный репортаж о заседании Верховного суда Земли Ван-Димена (Supreme Court of Van Diemen’s Land) был опубликован в местной газете «Hobart Town Gazette and Van Diemen’s Land Advertiser» 25 июня 1824 года. Через тридцать дней, 19 июля 1824 года, Пирс был повешен во дворе городской тюрьмы Хобарта. Утверждают, что перед смертью он сказал: «Человеческое мясо очень вкусное — гораздо вкуснее, чем рыба или свинина».

## Фильмы
В 2000-е годы в Австралии появился ряд фильмов, в которых Александр Пирс фигурировал в качестве прототипа для персонажа (в связи с чем его даже называли «любимым злодеем австралийского кино»):
- «Последняя исповедь Александра Пирса[англ.]» (англ. The Last Confession of Alexander Pearce), 2008, также известный как «Последнee признание Александра Пирса»
- «Вымирающая порода» (англ. Dying Breed), 2008, где Александр Пирс также фигурирует под прозвищем «Пирожник» (англ. The Pieman)
- «Земля Ван-Димена» (англ. Van Diemen's Land), 2009

## Книги
- Paul Collins. Hell's Gates: the terrible journey of Alexander Pearce, Van Diemen's land cannibal. — Hardie Grant Books, 2002. — 269 с. — ISBN 9781740640831.
- Paul Collins. Hell's Gates: the escape of Tasmania's convict cannibal. — Hardie Grant Publishing, 2004. — 288 с. — ISBN 9781740661485.
- Dan Sprod. Alexander Pearce of Macquarie Harbour: convict - bushranger - cannibal. — Cat & Fiddle Press, 1977. — 173 с. — ISBN 9780858530317.
- Nick Bleszynski. Bloodlust: The Unsavoury Tale of Alexander Pearce, The Convict Cannibal. — Random House Australia, 2008. — 396 с. — ISBN 9781741667004.